# Estação Campo Pequeno
Campo Pequeno é uma estação do Metropolitano de Lisboa. Situa-se no concelho de Lisboa, em Portugal, entre as estações Entre Campos e Saldanha da Linha Amarela. É uma das onze estações pertencentes à rede original do Metropolitano de Lisboa, inaugurada a 29 de dezembro de 1959.

## Descrição
Esta estação está localizada na Av. da República, entre os cruzamentos com a Av de Berna e com a Av. Barbosa du Bocage, servindo a zona das Avenidas Novas e possibilitando o acesso à Praça de Touros do Campo Pequeno e ao centro comercial construído por baixo da mesma. O projeto arquitetónico original (1959) é da autoria do arquiteto Falcão e Cunha e as intervenções plásticas da pintora Maria Keil.

## Intervenções

### Ampliação
A 26 de março de 1979 foi concluída a ampliação da estação com base num projeto arquitetónico da autoria do arquiteto Benoliel de Carvalho e as intervenções plásticas da pintora Maria Keil. A ampliação da estação implicou o prolongamento das plataformas e a construção do átrio sul.

### Remodelação
A 29 de dezembro de 1994 foi concluída a remodelação completa da estação com base num projeto arquitetónico da autoria dos arquitetos Duarte Nuno Simões e Nuno Simões e as intervenções plásticas do escultor Francisco Simões.

## Acessos

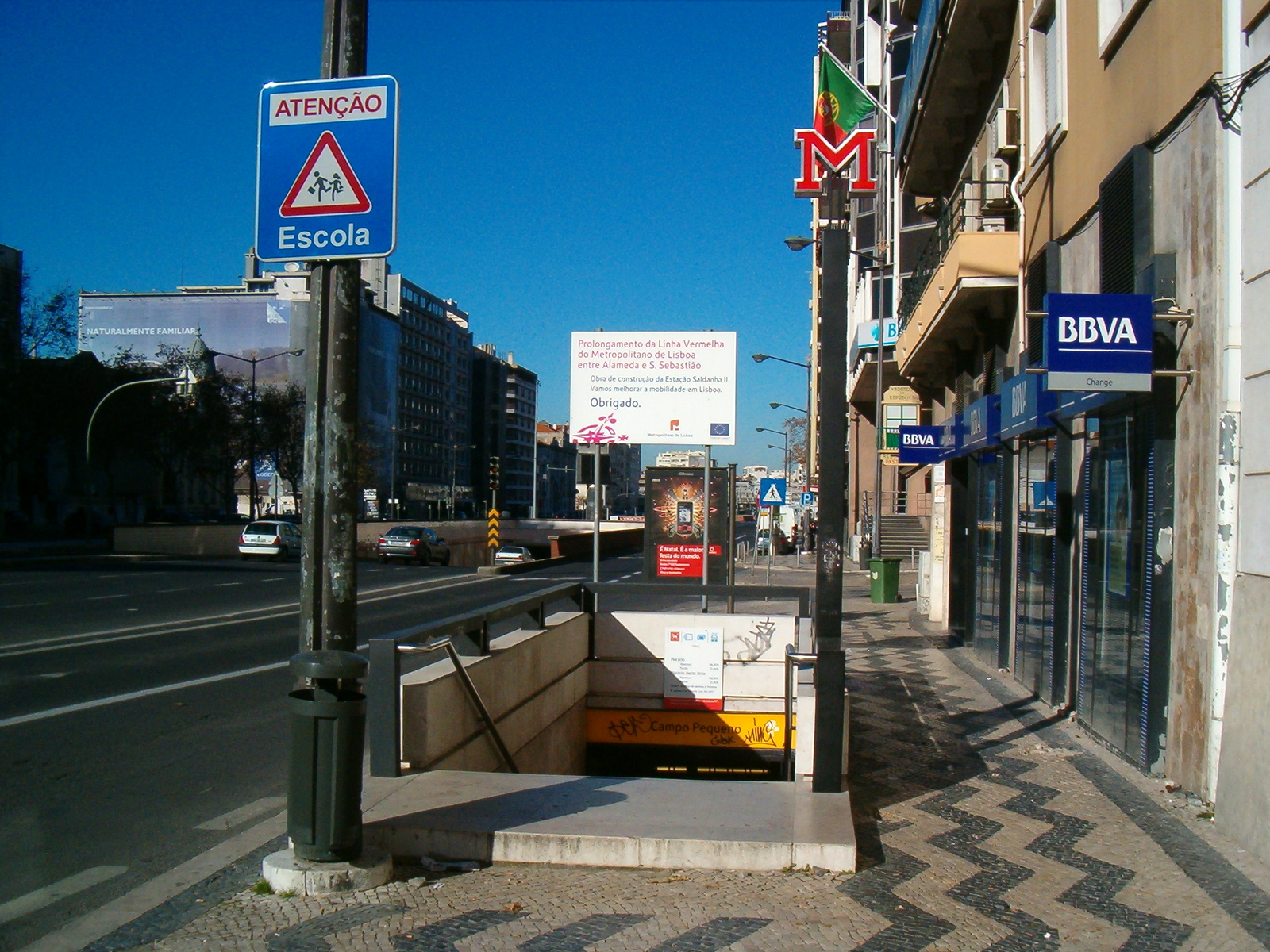
Um dos acessos da estação no cruzamento da Av. da República com a Av. Barbosa du Bocage (Acesso 5)

Esta estação conta com cinco acessos pedonais:
- Acesso 1 - está localizado no passeio nascente da Av. da República, próximo do cruzamento com a Av. de Berna. Está direcionado para norte e conta com escadas pedonais.
- Acesso 2 - está localizado na esquina sudoeste da Praça do Campo Pequeno, próximo do cruzamento com a Av. da República e o prolongamento da Av. de Berna. Está direcionado para norte e conta com escadas pedonais.
- Acesso 3 - está localizado na Praça do Campo Pequeno e permite o acesso direto subterrâneo ao Centro Comercial do Campo Pequeno através de escadas pedonais.
- Acesso 4 - está localizado no passeio poente da Av. da República, próximo do cruzamento com a Av. Barbosa du Bocage. Está direcionado para sul e conta com escadas pedonais.
- Acesso 5 - está localizado no passeio nascente da Av. da República, próximo do cruzamento com a Av. Barbosa du Bocage. Está direcionado para sul e conta com escadas pedonais.